# Ledvice
Ledvice (Duits: Ladowitz) is een kleine Tsjechische stad in de regio Ústí nad Labem, en maakt deel uit van het district Teplice. Ledvice telt 539 inwoners (2023).
Ledvice was tot 1945 een plaats met een overwegend Duitstalige bevolking. Na de Tweede Wereldoorlog werd de Duitstalige bevolking verdreven.

## Geschiedenis
- 1209 – De eerste schriftelijke vermelding van Ledvice.
- 2006 – De gemeente Ledvice krijgt (opnieuw) de status stad.[1]